# Eamonn Duggan

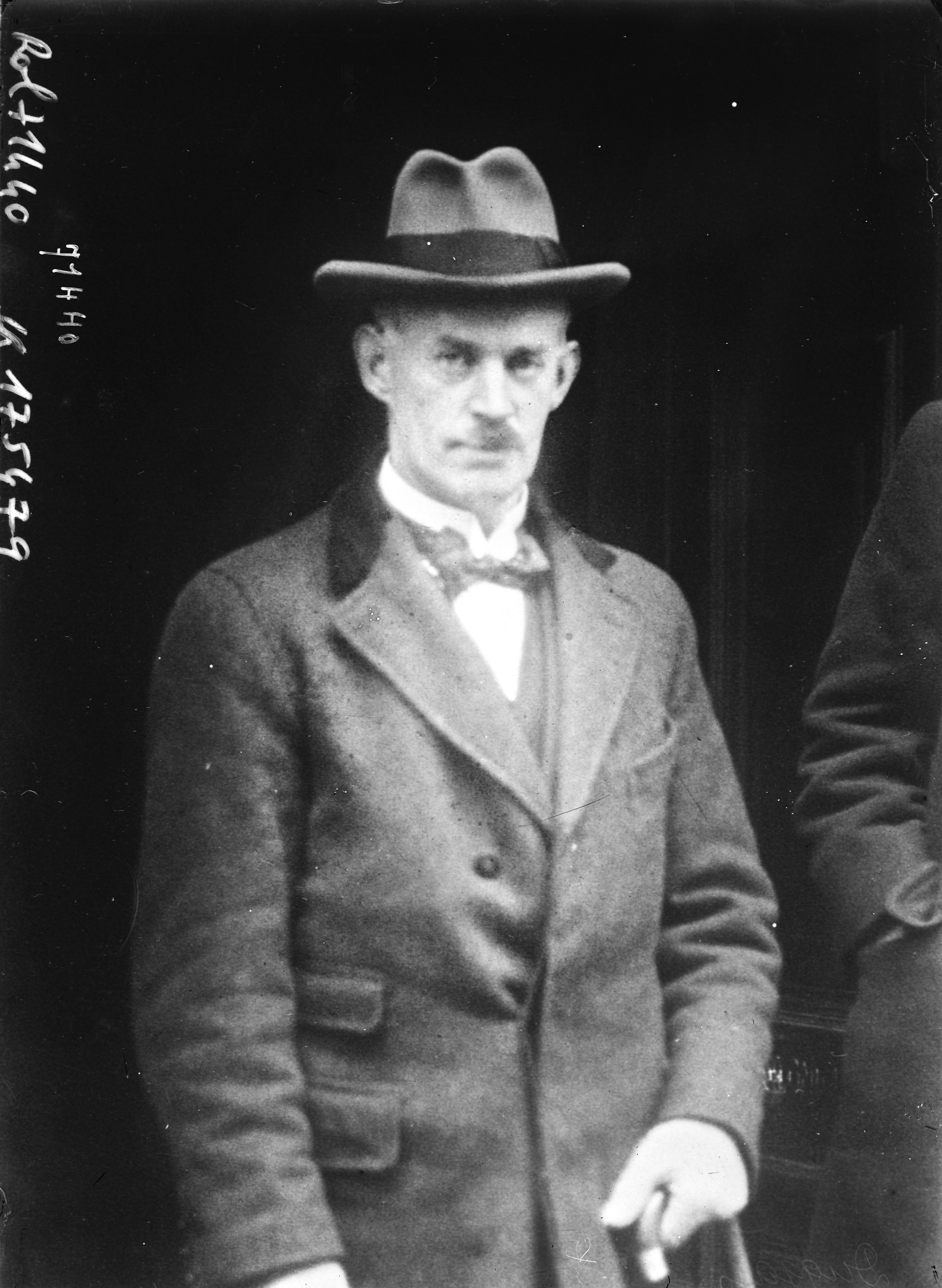
Eamonn Duggan (1922)

Eamonn Duggan (irisch: Éamon Ó Dúgáin; * 1874 in Longwood, County Meath; † 9. Juni 1936 in Dún Laoghaire, County Dublin) war ein irischer Politiker der Sinn Féin und der Cumann na nGaedheal.

## Biografie
Nach dem Schulbesuch studierte er Rechtswissenschaft und war nach Beendigung des Studiums als Solicitor tätig.
Duggan, der zwischen 1918 und 1921 auch Mitglied des House of Commons des Vereinigten Königreiches war, wurde 1919 zum Abgeordneten (Teachta Dála) des ersten Unterhauses (Dáil Éireann) gewählt und vertrat dort als Mitglied der Sinn Féin bis 1923 die Interessen des Wahlkreises Meath South beziehungsweise Louth-Meath. Dabei gehörte er zuletzt innerhalb der aufgrund des Anglo-Irischen Vertrages gespaltenen Sinn Féin neben Arthur Griffith zu den Unterstützern dieses Vertrages (Pro-Treaty).
Während dieser Zeit war er zunächst vom 10. Januar bis zum 9. September 1922 Justizminister und danach bis zum 6. Dezember 1922 Minister ohne Geschäftsbereich in der von Michael Collins und William Thomas Cosgrave geleiteten Provisorischen Regierung Irlands.
Nach seinem Ausscheiden aus der Sinn Féin trat er der Cumann na nGaedheal bei und vertrat diese zwischen 1923 und 1933 für den Wahlkreis Meath im Dáil.
Zwischen April 1924 und Mai 1926 war er als Parlamentarischer Sekretär des Vorsitzenden des Exekutivrates des Irischen Freistaates einer der engsten Mitarbeiter von William Thomas Cosgrave. Danach war er von Mai 1926 bis Mai 1927 Parlamentarischer Sekretär beim Finanzminister. Zwischen Juni und Oktober 1927 war er wiederum Parlamentarischer Sekretär beim Vorsitzenden des Exekutivrates sowie beim Verteidigungsminister. Diese Ämter bekleidete er dann erneut von April 1930 bis Januar 1932. Zuletzt war er vom 19. Februar bis zum 9. März 1932 abermals Parlamentarischer Sekretär des Vorsitzenden des Exekutivrates W. T. Cosgrave.
1933 verzichtete er auf eine erneute Kandidatur für das Unterhaus, wurde aber bei einer Nachwahl (By-election) am 19. April 1933 für die Cumann na nGaedheal zum Mitglied des Senats (Seanad Éireann) gewählt, nachdem Senator Joseph O’Doherty zum Mitglied des Unterhauses gewählt wurde. 1934 wurde er für eine neunjährige Amtszeit zum Senator gewählt, übte dieses Amt jedoch nur bis zur Auflösung des Senats wegen seiner gegensätzlichen Haltung zu Reformprojekten der Regierung am 29. Mai 1936 aus.